# 索菲·威尔逊
索菲·玛丽·威尔逊 CBE FRS FREng DistFBCS（曾用名 罗杰·威尔逊；1957年6月—）是一位英国计算机科学家，以及ARM架构指令集的设计者之一。